# BIEM
BIEM (фр. Bureau International des Sociétés Gérant les Droits d'Enregistrement et de Reproduction Mécanique) — международное бюро обществ, управляющих правами механической записи и воспроизведения. 
Основано 21 января 1929 года в Париже, где и находится сейчас штаб-квартира организации. 
Первоначальное название «Международное бюро музыкально-механического издания», было изменено в 1968 году в рамках реформы устава общества, в соответствии с которой BIEM перестало быть обладателем прав на механическое воспроизведение.
В настоящее время организация регулирует порядок получения разрешения на использование т. н. «Всемирного репертуара», состоящего из произведений, права на которые управляются обществами, входящими в состав BIEM. 
В настоящее время BIEM представляет 51 общество из 54 стран.